# Pierre Saint-Jean
Pierre Saint-Jean es un deportista francés que compitió en vela en la clase Europe. Ganó tres medallas en el Campeonato Mundial de Europe entre los años 1974 y 1976.

## Palmarés internacional
| Campeonato Mundial | Campeonato Mundial         | Campeonato Mundial | Campeonato Mundial |
| Año                | Lugar                      | Medalla            | Clase              |
| ------------------ | -------------------------- | ------------------ | ------------------ |
| 1974               | Morten (Noruega)           | Medalla de bronce  | Europe             |
| 1975               | Palma de Mallorca (España) | Medalla de oro     | Europe             |
| 1976               | Malmö (Suecia)             | Medalla de bronce  | Europe             |